# Argomento del silenzio
L'argomento del silenzio (generalmente citato nella terminologia latina argumentum e silentio o ex silentio) è una conclusione basata sul silenzio o la mancanza di argomentazioni contrarie.
Dal punto di vista logico, è considerato una fallacia del ragionamento sillogistico, che deduce una conclusione da una premessa assente, ma può essere considerato come argomento valido di un ragionamento deduttivo.
Nella ricerca storica, questo argomento viene tendenzialmente considerato con sospetto data l'alta dose di arbitrarietà che può indurre.

## Esempi testuali
Ecco un facile esempio:
Andrea: Io so dove vive Maria.
Mattia: Dove?
Andrea: Non te lo dico!
Mattia: Dici così perché in realtà non lo sai!
La conclusione di Mattia appare ingiustificata, Andrea potrebbe effettivamente non volerglielo dire. La situazione può essere risolta con una dimostrazione a conoscenza zero.
Ora, prendiamo in considerazione il seguente esempio:
Franco: Conosci lo spagnolo?
Marco: Certo. Lo parlo da madrelingua.
Franco: Che fortuna, avevo bisogno di sapere come si dice "buon compleanno" in spagnolo.
Marco: Mi duole, ma adesso non ho tempo. Magari domani. Ciao.
Dopo questo episodio, Marco continua a rifiutarsi di fornire la traduzione in spagnolo, ignorando Franco o accampando delle scuse. Di conseguenza Franco conclude, per "argomento del silenzio", che Marco, in realtà, non conosce lo spagnolo, o che non lo conosce bene. In altre parole, Franco ritiene che l'ignoranza di Marco sia la spiegazione più plausibile del suo silenzio. In questa situazione, l'utilizzo dell'argomento del silenzio appare accettabile, dato che le alternative, e cioè che Marco non voglia o abbia paura di tradurre, appaiono irragionevoli in mancanza di informazioni aggiuntive.
Ecco un altro esempio usando lo stesso tipo di ragionamento, ma in un contesto differente:
Franco: Conosci la password del computer di tua moglie?
Marco: Sì, la conosco.
Franco: Qual è?
Marco: Non ho intenzione di dirtela!
Quando Franco comincia a chiedere ripetutamente la password, Marco lo ignora completamente. Utilizzando l'argomento del silenzio Franco ritiene che Marco, effettivamente, non sia a conoscenza della password. Un utilizzo di questo tipo dell'argomento del silenzio è da rifiutare, essendo la password una misura di sicurezza da non comunicare ad altri. È accettabile, al contrario, assumere che Marco conosca la password, ma rifiuti di comunicarla per motivi di sicurezza.

## Utilizzi accademici dell'argomento del silenzio
L'argomento del silenzio è stato usato dagli scettici per confutare la nascita verginale di Gesù. Ad esempio, secondo Daniel Schowalter, tale argomento "non può essere determinante ma è una considerazione importante" per chi ritiene la nascita verginale "una leggenda creata dalle prime tradizioni su Gesù piuttosto che una realtà storica". San Paolo, per esempio, non menziona esplicitamente la nascita verginale e, pertanto, gli scettici sostengono che il suo silenzio dimostra che egli non ne sapeva nulla. Se questo argomento viene usato come un tentativo di prova dell'ignoranza di Paolo, siamo sulla strada sbagliata perché l'ignoranza è solo una delle possibili ragioni del silenzio di Paolo; è anche possibile che egli non pensasse che la nascita verginale fosse importante o rilevante per il suo ragionamento o che egli si riferisse a essa in testi andati persi o mutilati. Tuttavia, l'argomento del silenzio non è sbagliato se lo si usa per provare la "possibilità" dell'ignoranza da parte di Paolo. Dal fatto di avere citato la risurrezione di Gesù, Paolo dimostra di conoscerla. Poiché Paolo non si riferisce alla nascita verginale non è certo che egli ne fosse a conoscenza; pertanto avrebbe potuto ignorarla.
L'argomento del silenzio è molto convincente quando menzionare un fatto può essere visto come talmente naturale che la sua omissione è un buon motivo per presumerne l'ignoranza. Per esempio, mentre i redattori di Yerushalmi e Bavli menzionano l'altra comunità, molti studiosi credono che tali documenti siano stati scritti indipendentemente. Louis Jacobs scrive: "se i redattori di entrambe avessero avuto accesso a un testo dell'altra è inconcepibile che non l'abbiano menzionato. Qui l'argomento del silenzio è molto convincente."

## Aspetti legali
In alcuni sistemi legali, le giurie sono istruite esplicitamente per non inferire nel silenzio di una persona accusata, che utilizza perciò il diritto al silenzio. In questo modo, la giuria non può inferire in alcun modo sull'accusa del fallimento di testimonianza.
D'altra parte, dichiarazioni volontarie dell'accusato possono di norma essere considerate, e in questi casi l'argomento del silenzio può applicarsi in forma limitata. Se l'accusato sceglie di testimoniare, il diritto al silenzio decade per quanto riguarda quel procedimento. Anche i testimoni normalmente hanno diritto al silenzio su ogni domanda che di fatto manifesti la colpa, ma questo diritto impedisce solo alla giuria di fare inferenze dalla condotta del testimone.